# Ethniki Odos 25
Die Ethniki Odos 25 (griechisch Εθνική Οδός 25 ‚Nationalstraße 25‘) ist eine 22,7 km lange Straßenverbindung in Griechenland auf der Insel Korfu (amtlich Kerkyra, griechisch Κέρκυρα). Sie verbindet den Süden der Inselhauptstadt Korfu (Stadt) mit Gastouri an der Ostküste und verläuft dabei teilweise gemeinsam mit der Ethniki Odos 23.

## Verlauf
Die Straße führt von Garitsa im Süden von Korfu (Stadt) zunächst nach Westen zur Ethniki Odos 23 und gemeinsam mit dieser Straße nach Süden. In Vrioni trennt sie sich von der EO 23 und führt im Inselinneren nach Gastouri. Sie führt dort in der Nähe des Achilleion vorbei. Von dort steigt sie windungsreich zur Ostküste hinab und erreicht nördlich von Benitses die der Küste folgende EO 23, an der sie endet.